# Belmontet
Belmontet är en kommun i departementet Lot i regionen Occitanien i södra Frankrike. Kommunen ligger i kantonen Montcuq som tillhör arrondissementet Cahors. År 2018 hade Belmontet 157 invånare.

## Befolkningsutveckling
Antalet invånare i kommunen Belmontet
| Referens: INSEE |